# Cryptostylis clemensii
Cryptostylis clemensii là một loài thực vật có hoa trong họ Lan. Loài này được (Ames & C.Schweinf.) J.J.Sm. mô tả khoa học đầu tiên năm 1927.